# El descenso de las aguas del Diluvio (Thomas Cole)
El Descenso de las aguas del Diluvio, cuyo título original en inglés es The Subsiding of the Waters of the Deluge, es un lienzo de Thomas Cole, fechado en el año 1829.

## Tema de la obra
El descenso de las aguas del Diluvio universal es un episodio bíblico narrado en el Pentateuco, el primer libro de la Biblia, concretamente en Génesis 8:6-14. Pero Thomas Cole no estaba particularmente interesado en el episodio bíblico y representa el Arca de Noé con un tamaño insignificante, en el centro de la composición. En cambio, su interés era representar el renacimiento y la redención después de una catástrofe, así como la cualidad purificadora de una "inundación". En este caso, según Thomas Cole, tanto la catástrofe como la "inundación" tendrían como resultado unos Estados Unidos convertidos en un "Nuevo Edén", libre del poder abusivo de las monarquías europeas.

## Análisis de la obra
- Pintura al óleo sobre lienzo; 90,8 x 121,3 cm.; 1829; Museo Smithsoniano de Arte Americano, Washington D. C.

Thomas Cole pensaba que los Estados Unidos podían significar un nuevo comienzo para la civilización. Como se creía en aquellos momentos, la guerra de Independencia de los Estados Unidos había sido comparable a la historia bíblica del Diluvio universal, en este caso, eliminando el despotismo de la Corona británica. Para Cole, en esta obra en concreto, el descenso de las aguas del diluvio implicaba un futuro optimista para la joven república. Un cráneo solitario en las rocas sugiere que el mundo ha sido lavado de la locura humana. En el centro de la pintura, una paloma vuela hacia el suelo, y el Arca de Noé flota en las aguas tranquilas, lista para entrar en una nueva era. Thomas Cole estaba muy interesado en la geología, y en este sentido es muy interesante comprobar el interés y el detalle con el cual representa a las rocas, a las que da un aspecto "primordial".